# فرمیل‌دار کردن

گروه عاملی فرمیل به رنگ آبی نشان داده شده است.

فرمیل‌دار کردن یا فرمیلاسیون(به انگلیسی: Formylation) به هر فرآیند شیمیایی اطلاق می شود که در آن یک ترکیب با یک گروه فرمیل (-CH=O) عامل‌دار می شود. در شیمی آلی، این اصطلاح بیشتر در مورد ترکیبات آروماتیک استفاده می شود (به عنوان مثال، تبدیل بنزن به بنزآلدهید در واکنش گاترمان- کخ). در بیوشیمی واکنش توسط آنزیم‌هایی مانند فرمیل‌ترانسفرازها کاتالیز می شود.
فرمیل‌دار کردن به طور کلی شامل استفاده از عوامل فرمیل‌دار کردن است، واکنشگرهایی که باعث ایجاد گروه CHO می شوند. در میان بسیاری از واکنشگرهای فرمیل‌دار کردن، فرمیک اسید و کربن منوکسید از اهمیت بالایی برخوردارند. واکنش فرمیل‌دار کردن در شیمی آلی به واکنش‌های آلی اطلاق می شود که در آن یک ترکیب آلی با یک گروه فرمیل (-CH=O) عامل دار می شود. این واکنش مسیری به سمت آلدهیدها ( C -CH=O)، فرمامیدها ( N -CH=O) و فرمات استرها ( O -CH=O) است.

## عواملفرمیل کننده
واکنشگری که گروه فرمیل را به وجود می آورد، عامل فرمیل کننده نامیده می شود.
- فرمیک اسید
- دی‌متیل‌فرم‌آمید و  فسفر اکسی‌کلرید در واکنش Vilsmeier-Haack.[۳]
- هگزامتیلن‌تترامین در واکنش داف و واکنش ساملت
- کربن منوکسید و هیدروکلریک اسید در واکنش گاترمان-کخ
- سیانیدها در واکنش گاترمان. این روش آلدهیدهای آروماتیک را با استفاده از هیدروژن کلرید و هیدروژن سیانید (یا سیانید فلزی دیگر مانند روی سیانید) در حضور کاتالیزورهای اسید لوئیس سنتز می کند:
- کلروفرم در واکنش رایمر–تیمان
- دی‌کلرومتیل متیل اتر در فرمیل‌دار کردن ریچه

یکی از فرآیندهای فرمیل‌دار کردن مهم، هیدروفرمیل‌دار کردن است که آلکن‌ها را به آلدهید هومولوگ تبدیل می کند.

## همچنین ببینید
- هیدروفورمیلاسیون
- N- فرمیل‌متیونین